# Chlorita elytri
Chlorita elytri är en insektsart som beskrevs av Pieter D. Theron 1986. Chlorita elytri ingår i släktet Chlorita och familjen dvärgstritar. Inga underarter finns listade i Catalogue of Life.